# 石秀田
石秀田，河南新乡人，1991年加入中国共产党，大学本科学历。

## 生平
2018年12月，任平顶山市公安局党委书记、局长、督察长。
2020年5月，任南阳市副市长、市政府党组成员，市公安局党委书记、局长、督察长。
2022年5月21日，任郑州市政府党组成员，市公安局党委书记，督察长。